# Килевиц, Фриц Фрицевич
Фриц Фрицевич Килевиц (лат. Fricis Kilevics, партийная кличка Фролов, 1885 — 26 ноября 1937) — советский хозяйственный деятель, председатель Правления Всесоюзного текстильного синдиката, член Президиума ВСНХ СССР.

## Биография
Латыш. Родился во Фрауэнбурге Курляндской губернии. Без образования. Член РСДРП(б) с 1918 года, в момент ареста (август 1937) беспартийный.
- 19 октября 1922 — заместитель В. П. Ногина, председатель текстильного синдиката (упомянут в записке Ленина)[4]
- 26 января — 2 февраля 1924 г. — делегат II Всесоюзного Съезда Советов СССР, член ЦИК СССР I созыва[5]
- 26 октября — 3 ноября 1926 — делегат XV-й конференции ВКП(б) с решающим голосом[6].
- 7 — 16 мая 1925 года участвовал в XII Всероссийском съезде Советов рабочих, крестьянских, казачьих и красноармейских депутатов, избран членом ВЦИК[7]
- 6 апреля 1927 года был на приёме у Сталина по вопросу текстильного синдиката и текстильной промышленности[8].
- 10 — 16 апреля 1927 года участвовал в XIII Всероссийском съезде Советов рабочих, крестьянских, казачьих и красноармейских депутатов, избран членом ВЦИК[1]
- С 26 мая 1927[9] по 1928 — председатель Правления Всесоюзного текстильного синдиката.
- С 30 июня 1927 г.[9] — начальник Главтекстиля
- С 28 июня 1928 г[9]. — член Президиума ВСНХ СССР.
- 23 — 29 апреля 1929 — делегат XVI-й конференции ВКП(б) с совещательным голосом[2].
- 3 июля 1929 — был на приёме у Сталина[9]
- С 1929 г. — заместитель торгпреда СССР в Берлине[9].
- В 1931—1932 гг. — 1-й заместитель торгового представителя СССР в Германии.
- В 1932—1935 гг. — торговый представитель СССР в Чехословакии.
- В 1937 — сотрудник Госбанка СССР.

Арестован 3 августа 1937 г. Осуждён 25 ноября 1937 Военной коллегией Верховного суда СССР по обвинению в участии в антисоветском террористическом заговоре. Расстрелян в Москве. Похоронен в общей могиле на Донском кладбище.
Реабилитирован 22 февраля 1956 г. ВКВС СССР

## Адреса
1917 — Москва, 2-я Мещанская, д. 40.
1937 — Москва, ул. Каляевская, д. 5, кв. 267.

## Произведения
- Килевиц Ф. [Воспоминания о В. П. Ногине] // Текстильщики памяти В. П. Ногина.- М. 1925. 335 с.
- Килевиц Ф. Ф., Никифоров М. Л. Очередные задачи текстильной промышленности. М.: ЦК ВПСТ, 1927. 32 c.
- Килевиц Ф. Текстильная промышленность и рабочие-текстильщики. М.; Л., 1928. 37 с.